# Murom
Murom (ros. Муром) – miasto w środkowej Rosji, w obwodzie włodzimierskim, nad Oką. Około 106,9 tys. mieszkańców (2020). Przemysł maszynowy, elektroniczny, drzewny, spożywczy, lekki; węzeł kolejowy; muzeum.
4/16 maja 1879 w Muromie urodził się metropolita Dionizy (Waledyński), zwierzchnik Polskiego Autokefalicznego Kościoła Prawosławnego w latach 1924–1946.

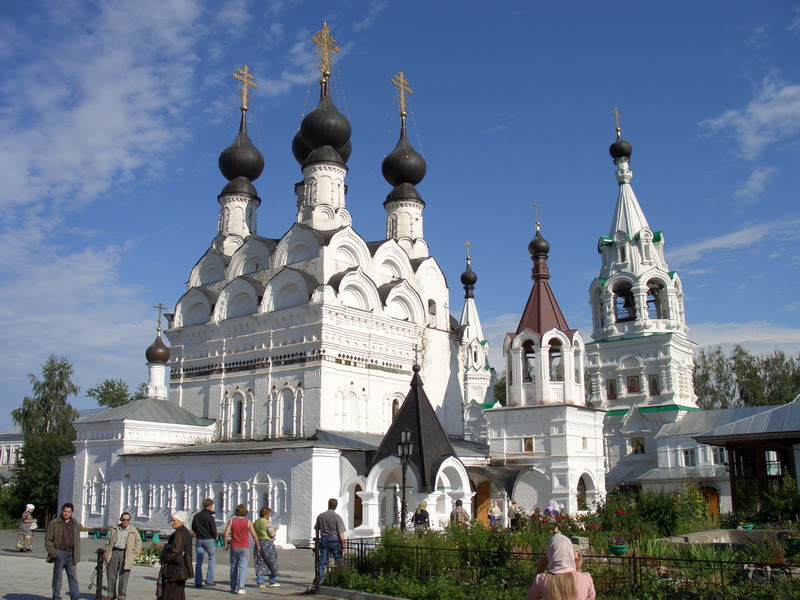
Sobór Św. Trójcy
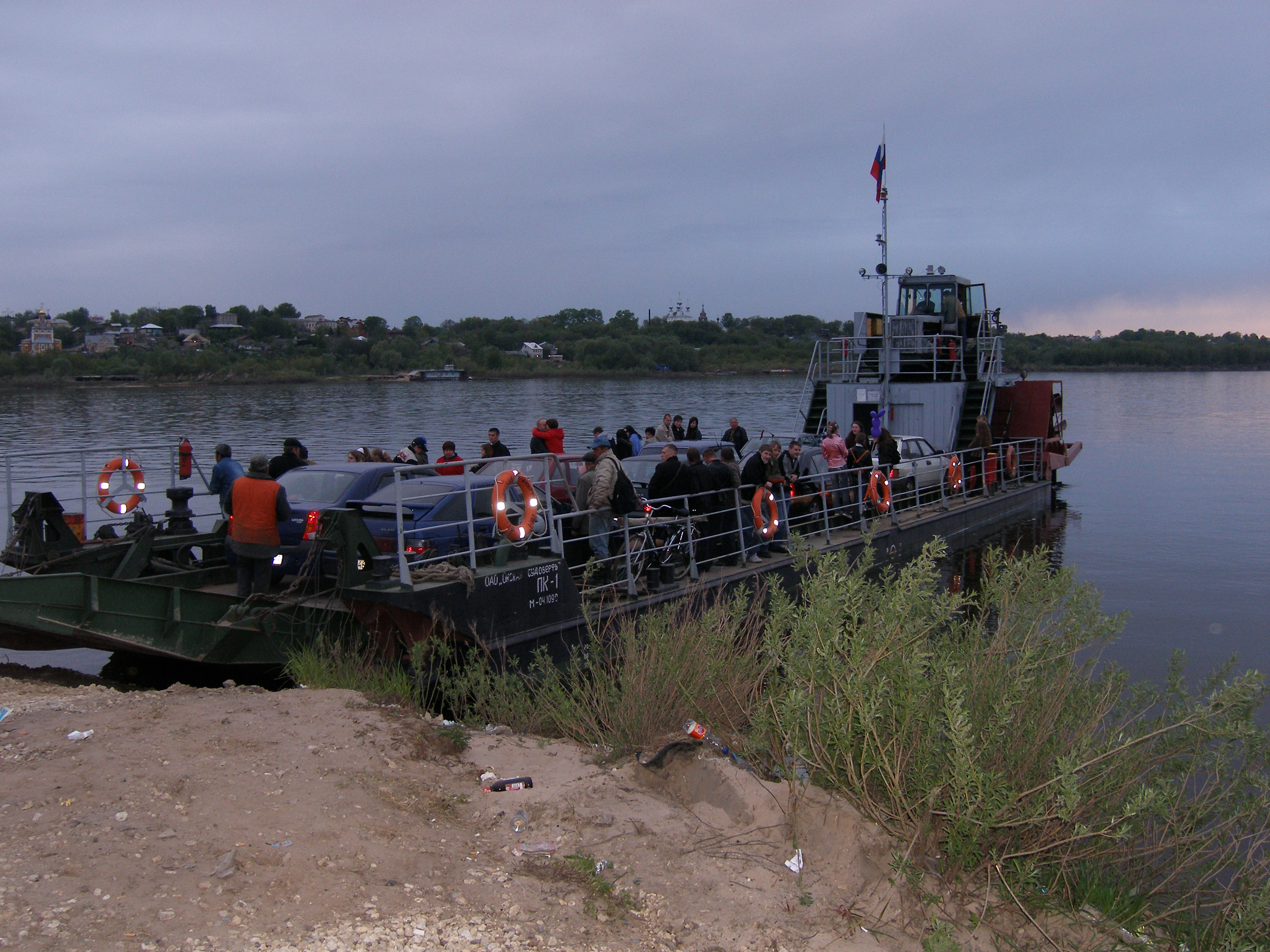
Przeprawa przez Okę
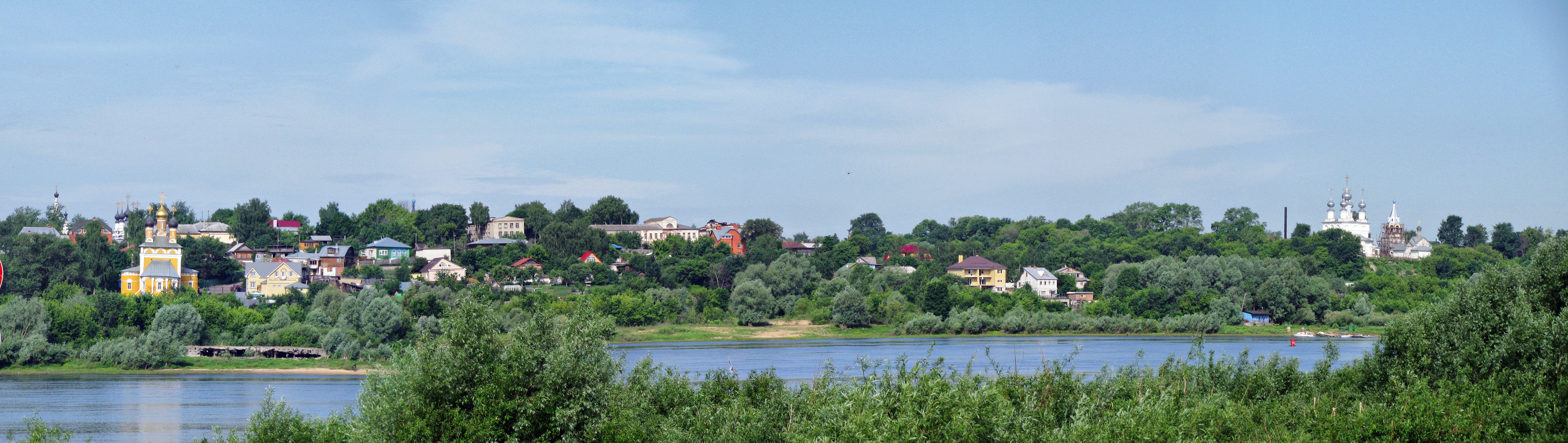
Widok na miasto z prawego brzegu Oki
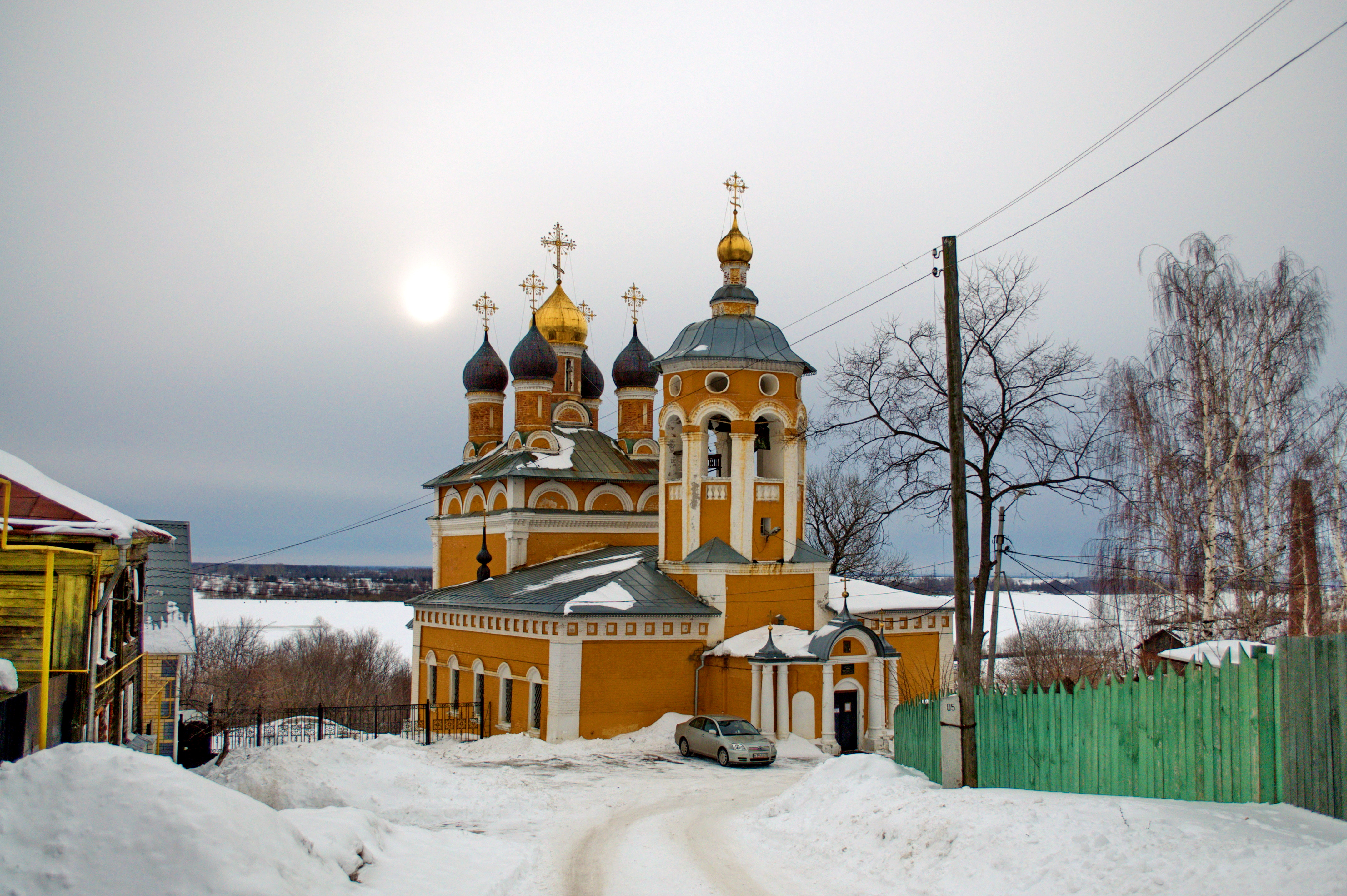
Cerkiew św. Mikołaja Cudotwórcy
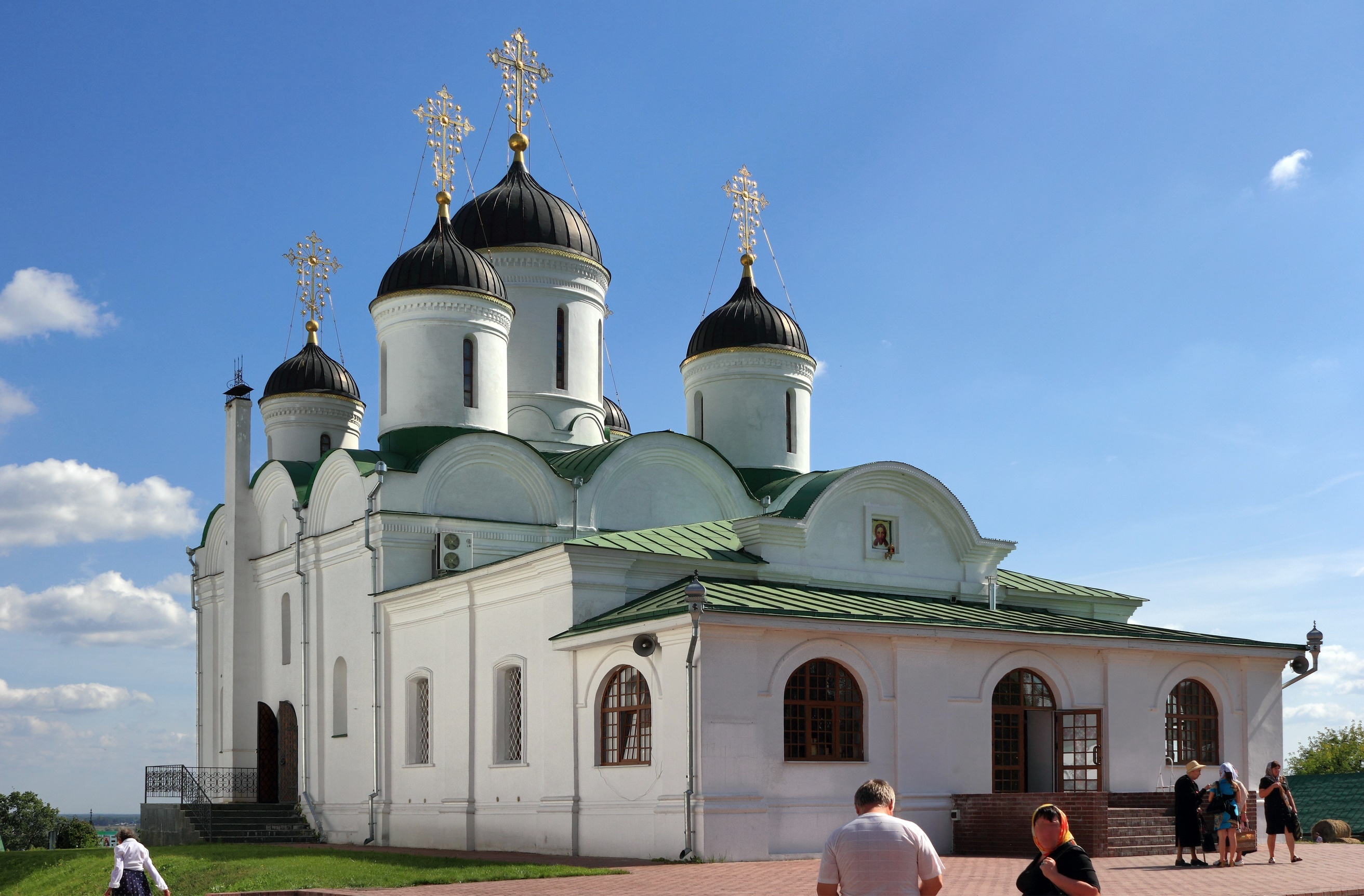
Sobór Przemienienia Pańskiego
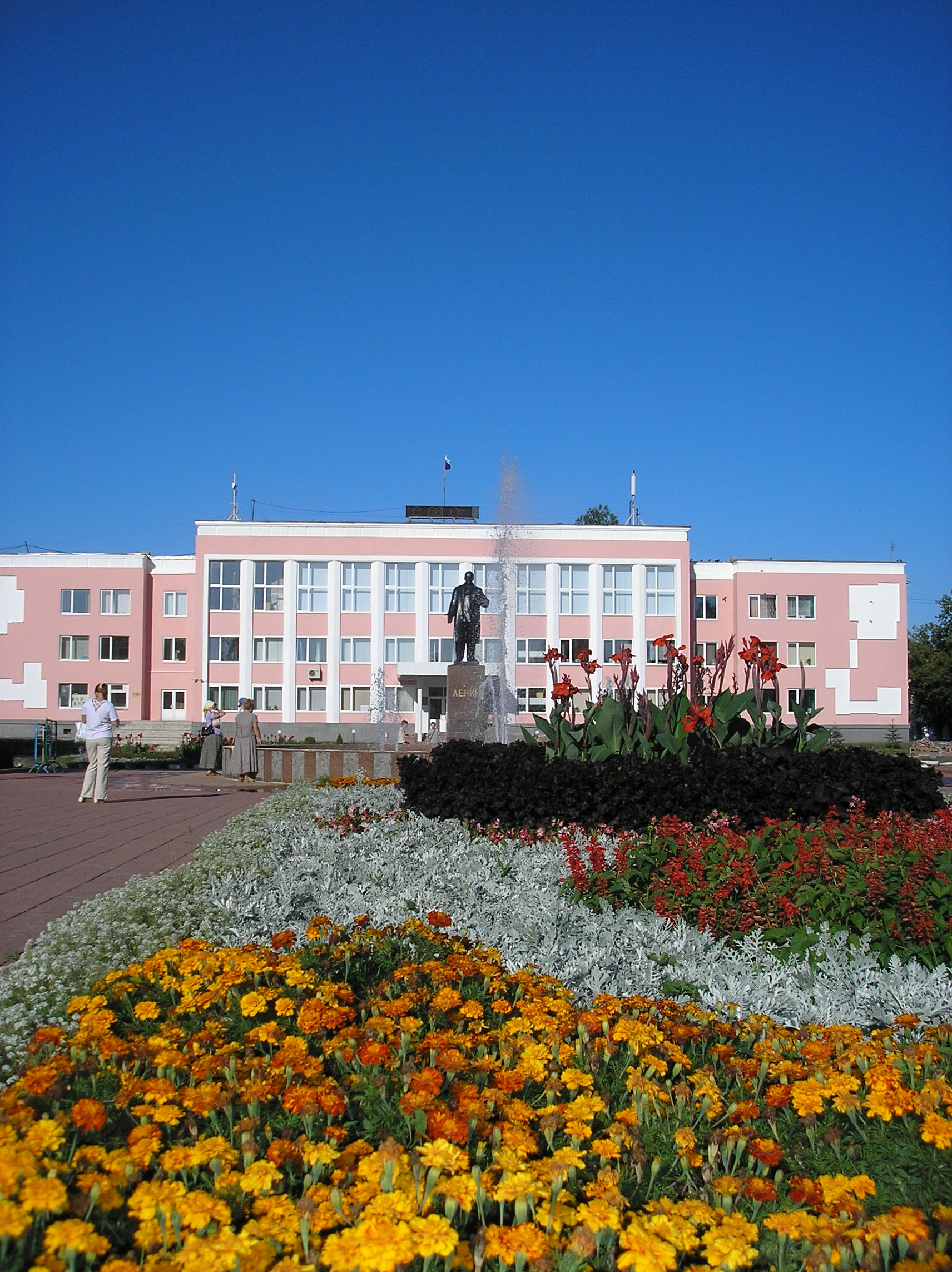
Pomnik Lenina na placu 1000-lecia istnienia Muroma
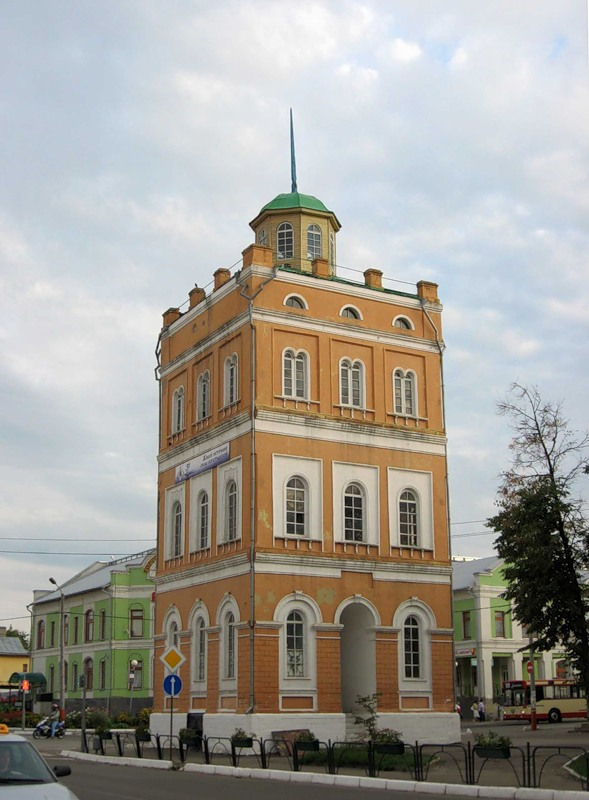
Baszta